# Vladímir Turbayevski
Vladímir Turbayevski –en ruso, Владимир Турбаевский; en ucraniano, Володимир Турбаевский, Volodymyr Turbayevski– (1983) es un deportista ruso de origen ucraniano que compitió en triatlón.
Ganó dos medallas en el Campeonato Mundial de Triatlón por Relevos, oro en 2007 y bronce en 2003, y una medalla de bronce en el Campeonato Europeo de Triatlón de 2017.

## Palmarés internacional
| Representando a Ucrania        |                        |                   |              |
| Campeonato Mundial por Relevos |                        |                   |              |
| Año                            | Lugar                  | Medalla           | Prueba       |
| 2003                           | Tiszaújváros (Hungría) | Medalla de bronce | Relevos      |
| Representando a Rusia          |                        |                   |              |
| Campeonato Mundial por Relevos |                        |                   |              |
| Año                            | Lugar                  | Medalla           | Prueba       |
| 2007                           | Tiszaújváros (Hungría) | Medalla de oro    | Relevos      |
| Campeonato Europeo             |                        |                   |              |
| Año                            | Lugar                  | Medalla           | Prueba       |
| 2017                           | Kitzbühel (Austria)    | Medalla de bronce | Relevo mixto |